# تونی نادال
تونی نادال (انگلیسی: Toni Nadal؛ زاده ۲۷ فوریهٔ ۱۹۶۱) یک تنیس‌باز است. وی عموی رافائل نادال است و مربی پیشین نادال نیز بود.